# Atentado en Damasco en 2008
El atentado en Damasco el 27 de septiembre de 2008 se produjo a las 8:45 (hora local) en la capital de Siria al estallar un coche bomba con 200 kilos de explosivos en un puesto de la policía en la carretera que conduce al aeropuerto de la ciudad, en el distrito de Sidi Qada, causando 17 muertos, todos ellos civiles, y 14 heridos.
La zona es un cruce en una ruta de peregrinaje de chiitas procedentes de Irán y Líbano al encontrarse cerca del mausoleo de Sayeda Zeinab, nieta de Mahoma.
Ningún grupo reivindicó el atentado aunque el ministro del Interior, Basam Abdel Mayid, apuntó a radicales islamistas.
El atentado fue calificado por el ministro del Interior como un "cobarde acto terrorista"

Está claro que se trata de una operación terrorista [...] Y desgraciadamente todas las víctimas son civiles. No podemos aún señalar con precisión quiénes son los responsables, pero la investigación de la unidad de lucha antiterrorista nos llevará a ellos.
Basam Abdel Mayid, ministro del Interior

Es el segundo atentado con coche bomba en 2008, tras el que mató al líder de Hezbolá, Imad Moughniyah, el 12 de febrero y que fue atribuido por muchas fuentes al Mosad israelí, y el más grave en la historia reciente de Siria por el número de fallecidos.
El último atentado anterior a este se llevó a cabo el 6 de agosto contra Mohammed Sleiman, considerado un general de Hezbolá.

## Reacciones
Tras el atentado, Siria movilizó tropas en dirección a la frontera con Líbano para establecer controles y evitar la posible huida de los autores: «Casi 10 000 soldados de las fuerzas especiales sirias han sido enviados a la región de Abudiya en la frontera con Siria al norte de Líbano», según un jefe militar sirio.
La acción fue condenada por el Consejo de Seguridad de Naciones Unidas, Estados Unidos, el rey Abdalá II de Jordania, el presidente de Rusia, Dmitri Medvédev, el presidente egipcio, Hosni Mubarak, el primer ministro libanés, Fuad Siniora y la Unión Europea de forma colectiva e individual por cada uno de sus veintisiete países miembros.